# 帖木儿王朝
帖木儿王朝是突厥化蒙古人巴鲁剌思氏之貴族帖木兒所建立的王朝。帖木兒王朝除了中亞的帖木兒帝國還有跨及南亞的蒙兀兒帝國也是帖木儿王朝的一部分。
该王朝在历史上统治位于中东与中亚的帖木儿帝国（1370-1507年）時期和位于印度次大陆的蒙兀兒帝國（1526-1857年）時期。1507年，因帖木兒帝國亡於突厥烏茲別克人部落，其後裔巴布尔轉而去印度次大陆開創了蒙兀兒帝国，該伊斯蘭帝國至第六代皇帝奧朗则布去世后开始衰敗。1857年，末任皇帝巴哈杜爾沙二世被東印度公司罷黜，蒙兀兒帝國滅亡。

## 帖木儿帝国君主列表
- 帖木兒：1370年－1405年在位
- 皮儿·马黑麻：1405年－1407年在位
- 哈利勒：1405年－1409年在位
- 沙哈鲁：1405年－1447年在位
- 乌鲁伯格：1447年－1449年在位
- 卜撒因：1451年－1469年在位

## 蒙兀兒帝國皇帝列表
蒙兀兒帝国統治者是帖木儿王朝的后裔，故列出。

### 蒙兀兒皇帝列表
- 六大皇帝：
  - 巴布尔 （1526年-1530年）
  - 胡马雍 （1530年-1539年，1555年-1556年）
  - 阿克巴 （1556年-1605年）
  - 贾汉吉尔，或译查罕杰 （1605年-1627年）
  - 沙贾汗 （1628年-1658年）
  - 奥朗则布 （1658年-1707年）

- 后期皇帝：
  - 巴哈杜尔·沙一世（1707年-1712年）
  - 贾汗达尔·沙（1712年-1713年）
  - 法鲁克锡亚（1713年-1719年）
  - 拉菲·乌德·达拉加特（1719年）
  - 拉菲·乌德·杜拉特（1719年）
  - 尼库斯亚尔（尼库斯亚尔（英语：Nikusiyar），1719年）
  - 穆罕默德·易卜拉欣（1719年）
  - 穆罕默德·沙（1719年-1748年）
  - 艾哈迈德·沙·巴哈杜尔（1748年-1754年）
  - 阿齐兹·乌德丁·阿拉姆吉尔（1754年-1759年）
  - 沙·贾汗三世 （1759年-1760年）
  - 沙·阿拉姆二世（沙·阿拉姆二世，1759年-1788年）
  - 比达尔巴克赫特（比达尔巴克赫特（英语：Jahan Shah IV），1788年）
  - 沙·阿拉姆二世（復位）（1788年-1806年）
  - 穆罕默德·阿克巴·沙二世（1806年-1837年）
  - 巴哈杜尔·沙二世，（1837年-1857年）